# 木元伝一
木元 伝一（きもと でんいち、1906年3月 - 1995年1月11日）は、アメリカ共産党に所属し、太平洋戦争前後の時期に左翼活動に携わった日系アメリカ人。「ロイ・レーン」「サブロウ・ナカノ」などと名乗る。
ハワイ共産党を創設し、日米戦争中はアメリカの戦時情報局（OWI）で働き、対日心理戦に従事。戦後、ハワイ共産党のトップに就任。マッカーシー旋風の際、「ハワイの七人」の一人として起訴されたが、控訴して勝利した。ゾルゲ事件で逮捕された宮城与徳を日本に送り込んだ。

## 生涯・人物
1906年3月、ハワイ・オアフ島に生まれた。8歳のとき（1914年）日本の教育を受けるため帰国し、10歳のとき（1916年）ハワイに戻った。1920年にホノルルに移住。1925年、西本願寺が経営するハワイ中学を卒業してハワイ報知新聞に就職。1931年、ハワイからロサンゼルスに行き、アメリカ共産党に入党。
1933年9月、宮城与徳に日本行きを指示し、11月7日、国際レーニン学校に留学のためモスクワ到着した。アメリカ共産党との連絡は「ニシ」（ジョー・小出、本名鵜飼宣道）を通じて行った。1935年5月、プロフィンテルンから、アメリカに戻って岡野進（野坂参三）の手助けをするように指示され、加藤勘十の通訳と案内を務めた。プロフィンテルンの日本人向けに『太平洋労働者』の発行に従事した。1937年1月、在米日系共産主義者の機関紙『同胞』の創刊に関わり、4月、ハワイ共産党を創設した。
太平洋戦争が始まると、アメリカの戦時情報局 (OWI)で働き、対日心理作戦に従事した。1946年、ハワイ共産党のトップに就任。ホノルル・レコード紙で働いた。1948年、ハワイ・スター紙を創刊し、編集長となった。
1951年、マッカーシー旋風がアメリカ全土を襲うと、共産主義の陰謀に関与したとして、「ハワイの七人」の一人として起訴されたが、控訴して勝利した。1958年、テレビ修理工になり、後にトップ・テレビ・サービスの経営者になった。
1975年、日本を訪問し、野坂参三と会談した。1995年1月11日、死去。